# Isangi
Isangi este un oraș în  provincia Équateur, Republica Democrată Congo. În 2012 avea o populație de 12 093 de locuitori, iar în 2004 avea 10 033.